# Mistrovství světa v rallye 2006
Mistrovství světa v rallye 2006 (anglicky: World Rallye Championchip 2006) byla série závodů mistrovství světa v rallye v roce 2006. Zvítězil v něm opět Francouz Sébastien Loeb s vozem Citroën Xsara WRC. Titul mezi týmy vyhrál Ford M-Sport.

## Rallye Monte Carlo 2006
1. Marcus Grönholm, Timo Rautiainen – Ford Focus RS WRC
2. Sebastien Loeb, Daniel Elena – Citroën Xsara WRC
3. Toni Gardemeister, Jakke Honkanen – Peugeot 307 WRC
4. Manfred Stohl, Ilka Minor-Petrasko – Peugeot 307 WRC
5. Stephane Sarrazin, Stephane Prevot – Subaru Impreza WRC
6. Chris Atkinson, Glenn MacNeall – Subaru Impreza WRC
7. Mikko Hirvonen, Jarmo Lehtinen – Ford Focus RS WRC
8. Dani Sordo, Marc Marti – Citroën Xsara WRC
9. Xavi Pons, Carlos Del Barrio – Citroën Xsara WRC
10. Gilles Panizzi, Herve Panizzi – Škoda Fabia WRC

## Švédská rallye 2006
1. Marcus Grönholm, Timo Rautiainen – Ford Focus RS WRC
2. Sebastien Loeb, Daniel Elena – Citroën Xsara WRC
3. Daniel Carlsson, Bosse Holmstrand – Mitsubishi Lancer WRC
4. Gianluigi Galli, Giovanni Bernacchini – Mitsubishi Lancer WRC
5. Thomas Radström, Jörgen Skallman – Subaru Impreza WRC
6. Kosti Katajamäki, Timo Alanne – Ford Focus RS WRC
7. Xavi Pons, Carlos Del Barrio – Citroën Xsara WRC
8. Henning Solberg, Cato Menkerud – Peugeot 307 WRC
9. Jimmy Joge, Mattias Andersson – Peugeot 206 WRC
10. Janne Tuohino, Risto Pietiläinen – Citroën Xsara WRC

## Mexická rallye 2006
1. Sebastien Loeb, Daniel Elena – Citroën Xsara WRC
2. Petter Solberg, Phil Mills – Subaru Impreza WRC
3. Manfred Stohl, Ilka Minor-Petrasko – Peugeot 307 WRC
4. Dani Sordo, Marc Marti – Citroën Xsara WRC
5. Henning Solberg, Cato Menkerud – Peugeot 307 WRC
6. Gareth MacHale, Paul Nagle – Ford Focus RS WRC
7. Chris Atkinson, Glenn MacNeall – Subaru Impreza WRC
8. Marcus Grönholm, Timo Rautiainen – Ford Focus RS WRC
9. Toshihiro Arai, Tony Sircombe – Subaru Impreza WRX STI
10. Nasser Al-Attiyah, Chris Petterson – Subaru Impreza WRX

## Katalánská rallye 2006
1. Sebastien Loeb, Daniel Elena – Citroën Xsara WRC
2. Dani Sordo, Marc Marti – Citroën Xsara WRC
3. Marcus Grönholm, Timo Rautiainen – Ford Focus RS WRC
4. Alexandre Bengue, Caroline Escudero – Peugeot 307 WRC
5. Jan Kopecký, Filip Schovánek – Škoda Fabia WRC
6. Francois Duval, Patrick Pivato – Škoda Fabia WRC
7. Petter Solberg, Phil Mills – Subaru Impreza WRC
8. Stephane Sarrazin, Stephane Prevot – Subaru Impreza WRC
9. Mikko Hirvonen, Jarmo Lehtinen – Ford Focus RS WRC
10. Gilles Panizzi, Herve Panizzi – Škoda Fabia WRC

## Korsická rallye 2006
1. Sebastien Loeb, Daniel Elena – Citroën Xsara WRC
2. Marcus Grönholm, Timo Rautiainen – Ford Focus RS WRC
3. Dani Sordo, Marc Marti – Citroën Xsara WRC
4. Mikko Hirvonen, Jarmo Lehtinen – Ford Focus RS WRC
5. Alexandre Bengue, Caroline Escudero – Peugeot 307 WRC
6. Xavi Pons, Carlos Del Barrio – Citroën Xsara WRC
7. Manfred Stohl, Ilka Minor-Petrasko – Peugeot 307 WRC
8. Stephane Sarrazin, Stephane Prevot – Subaru Impreza WRC
9. Gianluigi Galli, Giovanni Bernacchini – Mitsubishi Lancer WRC
10. Jan Kopecký, Filip Schovánek – Škoda Fabia WRC

## Argentinská rallye 2006
1. Sebastien Loeb, Daniel Elena – Citroën Xsara WRC
2. Petter Solberg, Phil Mills – Subaru Impreza WRC
3. Gianluigi Galli, Giovanni Bernacchini – Mitsubishi Lancer WRC
4. Manfred Stohl, Ilka Minor-Petrasko – Peugeot 307 WRC
5. Dani Sordo, Marc Marti – Citroën Xsara WRC
6. Chris Atkinson, Glenn MacNeall – Subaru Impreza WRC
7. Henning Solberg, Cato Menkerud – Peugeot 307 WRC
8. Matthew Wilson, Michael Orr – Ford Focus RS WRC
9. Luis Perez Companc, Jose Maria Volta – Ford Focus RS WRC
10. Marcus Grönholm, Timo Rautiainen – Ford Focus RS WRC

## Sardinská rallye 2006
1. Sebastien Loeb, Daniel Elena – Citroën Xsara WRC
2. Mikko Hirvonen, Jarmo Lehtinen – Ford Focus RS WRC
3. Dani Sordo, Marc Marti – Citroën Xsara WRC
4. Xavi Pons, Carlos Del Barrio – Citroën Xsara WRC
5. Jussi Välimäki, Jarkko Kalliolepo – Mitsubishi Lancer WRC
6. Kristian Sohlberg, Tomi Tuominen – Subaru Impreza WRC
7. Manfred Stohl, Ilka Minor-Petrasko – Peugeot 307 WRC
8. Francois Duval, Patrick Pivato – Škoda Fabia WRC
9. Petter Solberg, Phil Mills – Subaru Impreza WRC
10. Chris Atkinson, Glenn MacNeall – Subaru Impreza WRC

## Acropolis rallye 2006
1. Marcus Grönholm, Timo Rautiainen – Ford Focus RS WRC
2. Sebastien Loeb, Daniel Elena – Citroën Xsara WRC
3. Mikko Hirvonen, Jarmo Lehtinen – Ford Focus RS WRC
4. Toni Gardemeister, Jakke Honkanen – Citroën Xsara WRC
5. Henning Solberg, Cato Menkerud – Peugeot 307 WRC
6. Dani Sordo, Marc Marti – Citroën Xsara WRC
7. Petter Solberg, Phil Mills – Subaru Impreza WRC
8. Xavi Pons, Carlos Del Barrio – Citroën Xsara WRC
9. Jussi Välimäki, Jarkko Kalliolepo – Mitsubishi Lancer WRC
10. Matthew Wilson, Michael Orr – Ford Focus RS WRC

## Německá rallye 2006
1. Sebastien Loeb, Daniel Elena – Citroën Xsara WRC
2. Dani Sordo, Marc Marti – Citroën Xsara WRC
3. Marcus Grönholm, Timo Rautiainen – Ford Focus RS WRC
4. Toni Gardemeister, Jakke Honkanen – Citroën Xsara WRC
5. Manfred Stohl, Ilka Minor-Petrasko – Peugeot 307 WRC
6. Andreas Aigner, Klaus Wicha – Škoda Fabia WRC
7. Jan Kopecký, Filip Schovánek – Škoda Fabia WRC
8. Chris Atkinson, Glenn MacNeall – Subaru Impreza WRC
9. Mikko Hirvonen, Jarmo Lehtinen – Ford Focus RS WRC
10. Gareth MacHale, Paul Nagle – Ford Focus RS WRC

## Finská rallye 2006
1. Marcus Grönholm, Timo Rautiainen – Ford Focus RS WRC
2. Sebastien Loeb, Daniel Elena – Citroën Xsara WRC
3. Mikko Hirvonen, Jarmo Lehtinen – Ford Focus RS WRC
4. Henning Solberg, Cato Menkerud – Peugeot 307 WRC
5. Gianluigi Galli, Giovanni Bernacchini – Mitsubishi Lancer WRC
6. Janne Tuohino, Risto Pietiläinen – Citroën Xsara WRC
7. Jussi Välimäki, Jarkko Kalliolepo – Mitsubishi Lancer WRC
8. Jan Kopecký, Filip Schovánek – Škoda Fabia WRC
9. Manfred Stohl, Ilka Minor-Petrasko – Peugeot 307 WRC
10. Matthew Wilson, Michael Orr – Ford Focus RS WRC

## Japonská rallye 2006
1. Sebastien Loeb, Daniel Elena – Citroën Xsara WRC
2. Marcus Grönholm, Timo Rautiainen – Ford Focus RS WRC
3. Mikko Hirvonen, Jarmo Lehtinen – Ford Focus RS WRC
4. Chris Atkinson, Glenn MacNeall – Subaru Impreza WRC
5. Manfred Stohl, Ilka Minor-Petrasko – Peugeot 307 WRC
6. Toshihiro Arai, Tony Sircombe – Subaru Impreza WRC
7. Petter Solberg, Phil Mills – Subaru Impreza WRC
8. Fumio Nutahara, Daniel Barritt – Mitsubishi Lancer EVO IX
9. Gabriel Pozzo, Daniel Stolli – Mitsubishi Lancer EVO IX
10. Marcos Ligato, Ruben Garcia – Mitsubishi Lancer EVO IX

## Kyperská rallye 2006
1. Sebastien Loeb, Daniel Elena – Citroën Xsara WRC
2. Marcus Grönholm, Timo Rautiainen – Ford Focus RS WRC
3. Mikko Hirvonen, Jarmo Lehtinen – Ford Focus RS WRC
4. Manfred Stohl, Ilka Minor-Petrasko – Peugeot 307 WRC
5. Toni Gardemeister, Jakke Honkanen – Citroën Xsara WRC
6. Henning Solberg, Cato Menkerud – Peugeot 307 WRC
7. Xavi Pons, Carlos Del Barrio – Citroën Xsara WRC
8. Petter Solberg, Phil Mills – Subaru Impreza WRC
9. Chris Atkinson, Glenn MacNeall – Subaru Impreza WRC
10. Matthew Wilson, Michael Orr – Ford Focus RS WRC

## Turecká rallye 2006
1. Marcus Grönholm, Timo Rautiainen – Ford Focus RS WRC
2. Mikko Hirvonen, Jarmo Lehtinen – Ford Focus RS WRC
3. Henning Solberg, Cato Menkerud – Peugeot 307 WRC
4. Xavi Pons, Carlos Del Barrio – Citroën Xsara WRC
5. Kosti Katajamäki, Timo Alanne – Ford Focus RS WRC
6. Chris Atkinson, Glenn MacNeall – Subaru Impreza WRC
7. Dani Sordo, Marc Marti – Citroën Xsara WRC
8. Manfred Stohl, Ilka Minor-Petrasko – Peugeot 307 WRC
9. Francois Duval, Patrick Pivato – Škoda Fabia WRC
10. Andreas Aigner, Klaus Wicha – Škoda Fabia WRC

## Australská rallye 2006
1. Mikko Hirvonen, Jarmo Lehtinen – Ford Focus RS WRC
2. Petter Solberg, Phil Mills – Subaru Impreza WRC
3. Manfred Stohl, Ilka Minor-Petrasko – Peugeot 307 WRC
4. Xavi Pons, Carlos Del Barrio – Citroën Xsara WRC
5. Marcus Grönholm, Timo Rautiainen – Ford Focus RS WRC
6. Jari-Matti Latvala, Miikka Anttila – Subaru Impreza WRX STI
7. Mirco Baldacci, Giovanni Agnese – Mitsubishi Lancer EVO IX
8. Dean Herridge, William Hayes – Subaru Impreza WRX STI
9. Chris Atkinson, Glenn MacNeall – Subaru Impreza WRC
10. Aki Teiskonen, Miika Teiskonen – Subaru Impreza WRX STI

## Rallye Nový Zéland 2006
1. Marcus Grönholm, Timo Rautiainen – Ford Focus RS WRC
2. Mikko Hirvonen, Jarmo Lehtinen – Ford Focus RS WRC
3. Manfred Stohl, Ilka Minor-Petrasko – Peugeot 307 WRC
4. Xavi Pons, Carlos Del Barrio – Citroën Xsara WRC
5. Dani Sordo, Marc Marti – Citroën Xsara WRC
6. Petter Solberg, Phil Mills – Subaru Impreza WRC
7. Luis Perez Companc, Jose Maria Volta – Ford Focus RS WRC
8. Jari-Matti Latvala, Miikka Anttila – Subaru Impreza WRX STI
9. Juho Hänninen, Marko Sallinen – Mitsubishi Lancer EVO IX
10. Richard Mason, Sara Mason-Randall – Subaru Impreza WRX STI

## Velšská rallye 2006
1. Marcus Grönholm, Timo Rautiainen – Ford Focus RS WRC
2. Manfred Stohl, Ilka Minor-Petrasko – Peugeot 307 WRC
3. Petter Solberg, Phil Mills – Subaru Impreza WRC
4. Jari-Matti Latvala, Miikka Anttila – Ford Focus RS WRC
5. Xavi Pons, Carlos Del Barrio – Citroën Xsara WRC
6. Chris Atkinson, Glenn MacNeall – Subaru Impreza WRC
7. Dani Sordo, Marc Marti – Citroën Xsara WRC
8. Francois Duval, Patrick Pivato – Škoda Fabia WRC
9. Harri Rovanperä, Risto Pietiläinen – Škoda Fabia WRC
10. Jan Kopecký, Filip Schovánek – Škoda Fabia WRC

## Celkové pořadí

### Jezdci
1. Sebastien Loeb, Daniel Elena – Citroën Xsara WRC – 112 bodů
2. Marcus Grönholm, Timo Rautiainen – Ford Focus RS WRC – 111 bodů
3. Mikko Hirvonen, Jarmo Lehtinen – Ford Focus RS WRC – 65 bodů
4. Manfred Stohl, Ilka Minor-Petrasko – Peugeot 307 WRC – 54 bodů
5. Dani Sordo, Marc Marti – Citroën Xsara WRC – 49 bodů
6. Petter Solberg, Phil Mills – Subaru Impreza WRC – 40 bodů
7. Xavi Pons, Carlos Del Barrio – Citroën Xsara WRC – 32 bodů
8. Henning Solberg, Cato Menkerud – Peugeot 307 WRC – 25 bodů
9. Toni Gardemeister, Jakke Honkanen – Citroën Xsara WRC – 20 bodů
10. Chris Atkinson, Glenn MacNeall – Subaru Impreza WRC – 20 bodů

### Týmy
1. Ford M-Sport – 195 bodů
2. Kronos Racing – 166 bodů
3. Subaru World Rally Team – 106 bodů
4. OMW Peugeot Norway – 88 bodů
5. Stobart Ford – 44 bodů
6. Red Bull Škoda – 24 bodů

### Juniorský šampionát
1. Patrik Sandell – Renault Clio S1600 – 32 bodů
2. Urmo Aava – Suzuki Swift S1600 – 31 bodů
3. Per-Gunnar Andersson – Suzuki Swift S1600 – 29 bodů
4. Guy Wilks – Suzuki Swift S1600 – 26 bodů
5. Conrad Rautenbach – Renault Clio S1600 – 25 bodů

### Produkční šampionát
1. Nasser Al-Attiyah – Subaru Impreza WRX – 40 bodů
2. Fumio Nutahara – Mitsubishi Lancer EVO IX – 35 bodů
3. Mirco Baldacci – Mitsubishi Lancer EVO IX – 31 bodů
4. Jari-Matti Latvala – Subaru Impreza WRX – 27 bodů
5. Aki Teiskonen – Subaru Impreza WRX – 24 bodů